# سیالوگرافی
بزاق نگاری (به انگلیسی: Sialography) نوعی آزمایش رادیوگرافی از غدد بزاقی می‌باشد. به‌طور معمول شامل تزریق مقدار کمی ماده حاجب به درون مجرای ترشحی یک غده و سپس تصویر برداری به وسیله امواج ایکس می‌باشد.

## اندیکاسیون‌ها
- در اندازه‌گیری یک پارچگی عملکرد ترشحی یک غده
- در صورت انسداد
- به منظور بررسی الگوی مجرا
- در صورت تورم صورت، در صورت آسیب‌شناسی غدد بزاقی
- در صورت تومور غدد

## کنتر اندیکاسیون‌ها
- افرادی که به ید یا ماده حاجب حساسیت دارند.
- در صورت عفونت
- بیماران با تست عملکرد تیروئید
- هنگامی که سنگ در قسمت قدامی مجرای غدد بزاقی باشد.

## روش
مواد حاجب به دو گروه تقسیم می‌شوند: مواد حاجب محلول در آب و مواد حاجب محلول در چربی
مواد حاجب محلول در آب می‌تواند منافذ ظریف مجرای غده را پر کند ولی مواد حاجب محلول در چربی چسبناک هستند و می‌توانند سبب حساسیت شود.
در رادیوگرافی پایه نیاز به تصویر برداری از مجرا وجود دارد. در این روش ابتدا به وسیلهٔ پروب‌های اشکی مجرا را دیلاته (گشاد) نموده سپس یک کانول داخل مجرا قرار داده و از طریق آن ماده حاجب به داخل مجرا تزریق می‌شود. مجموعه‌ای از رادیوگرافی‌ها پس از آن برای تعیین جریان مایع، شناسایی هر گونه مانع و محل آن و سرعت دفع مایع از غده گرفته می‌شود. معمولاً رادیگرافی از زاویه جانبی مورب (lateral oblique) انجام می‌رسد.

## تفسیر
هدف از این مطالعه ارزیابی مورفولوژی (شکل شناسی) از مجاری بزاقی برای انسداد و التهاب مزمن می‌باشد. همچنین تنگی نامنظم (تنگ) از مجرای، که ایجاد ظاهر شناخته شده به عنوان «لینک سوسیس» به صورت الگویی در سیالوگرام وجود دارد. علائم آبسه‌ها و بیماری‌های خود ایمنی مانند سندرم شوگرن نیز می‌تواند مشخص شود. سیالادنتیس (Sialadenitis) التهاب غدد بزاقی، که ممکن است آتروفی آسینر (acinar) و باعث ایجاد ظاهری شناخته شده به عنوان «هرس درخت» در سیالوگرام نماید، که در آن شاخه‌های کمتر از سیستم کانال‌های قابل مشاهده وجود دارد.

## عوارض جانبی
مانند هر تصویربرداری پزشکی با استفاده از اشعه احتمال یونیزان وجود خواهد داشت، که میزان آسیب یونیزان مستقیم و آسیب غیرمستقیم از رادیکال‌های آزاد ایجاد شده در طی یونیزاسیون مولکول‌های آب در داخل سلول.
عوارض احتمالی عبارتند از:
- درد در حین تزریق
- عفونت بعد از عمل
- پارگی مجرا
- نشت ماده حاجب
- واکنش آلرژیک به ید (که ممکن است با کهیر، تنگی نفس، و افت فشار خون بروز نماید).